# عظوت (المهرة)

تعديل مصدري - تعديل

عظوت هي إحدى قرى عزلة قشن بمديرية قشن التابعة لمحافظة المهرة، بلغ تعداد سكانها 149 نسمة حسب تعداد اليمن لعام 2004.